# Magonsæte
Magonsæte var et mindre underkongerige i det større angelsaksiske kongerige Mercia.
Det britiske område Pengwern blev erobret af Oswiu af Northumbria i 656, mens han var overherre over folkat i Mercia. Den vestlige del af Pengwern blev overtaget af angliske grupper. En af grupperne bosatte sig i den gamle romerske by Magnae eller (oldwalisisk) Cair Magon, det moderne Kenchester nær Hereford.
Underkongeriget Western Hecani eksisterede i slutningen af 600- og 700-tallet, hvorfra der kendes tre herskere: Merewalh, Mildfrith og Merchelm. Ved udgangen af af 700-tallet er området tilsyneladende blevet blevet inkorporeret i Mercia, muligvis Westerna, og det blev kendt som Magonsæte i 800-tallet.
Mindre stammer i Magonsæte inkluderer Temersæte nær Hereford og Hahlsæte nær Ludlow.